# ハイガシラアホウドリ
ハイガシラアホウドリ (Diomedea chrysostoma)は、ミズナギドリ目アホウドリ科の鳥類。